# 米沢市営陸上競技場
米沢市営陸上競技場（よねざわしえいりくじょうきょうぎじょう）は、山形県米沢市の運営する陸上競技場である。
松川公園内に位置する。

## 施設概要
- 収容人数 7,600人（座席数1,400・メインスタンドのみ固定座席、他は盛土スタンド）
- 敷地面積 28,456.48m2
- 構造 1周400m（8コース）
- メインスタンド 鉄筋コンクリート造2階建（1,390.02m2）

## 使用期間
- 4月1日 - 11月30日（月曜日を除く）
  - 積雪、状況等によっては利用できない場合あり。

## 使用時間
- 4月1日 - 4月30日：午前9時 - 午後6時30分
- 5月1日 - 10月31日：午前9時 - 午後7時
- 11月1日 - 11月30日：午前9時～午後6時30分

## 周辺
- 最上川
- 山形県立米沢女子短期大学
- 米坂線